# سیلویو لونگ
سیلویو لونگ (رومانیایی: Silviu Lung؛ زادهٔ ۹ سپتامبر ۱۹۵۶) یک بازیکن فوتبال، و دروازه‌بان اهل رومانی است.
از باشگاه‌هایی که در آن بازی کرده است می‌توان به استوا بخارست اشاره کرد.
وی همچنین در تیم ملی فوتبال رومانی بازی کرده‌است.